# Universal A 1000
Die Universal A 1000 war ein Motorradgespann des Schweizer Herstellers Universal in Oberrieden, das von 1943 bis 1946 für den Militärbetrieb gebaut wurde.

## Technik und Verbreitung
Während der 1928 gegründete Hersteller Universal in seinen ersten Modellen J.A.P.-Einbaumotoren verwendete, wurden ab 1936 eigene seitengesteuerte Motoren mit 680 und 986 cm³ Hubraum entwickelt. Die Universal A 1000 war auf die Bedürfnisse der Schweizer Armee ausgerichtet.
Das Gespann hatte einen seitengesteuerten Zweizylinder-50-Grad-V-Motor mit 986 cm³ Hubraum (Bohrung/Hub: 86 × 85 mm), der 25 PS leistete, und ein handgeschaltetes Vierganggetriebe. Über eine Kette wurde das Hinterrad angetrieben. Mit der längsten Übersetzung soll eine Höchstgeschwindigkeit von 93 km/h möglich gewesen sein. Das Vorderrad wurde mit einer Trapezgabel geführt, das Hinterrad war im Starrrahmen ungedämpft aufgehängt, während der links angebaute Beiwagen über zwei Schraubenfedern abgefedert wurde. Das Leergewicht wird mit 454 kg, die Zuladung mit 300 kg angegeben. Drei Trommelbremsen mit je 200 mm Durchmesser wurden vorn und am Beiwagen über Seilzug, hinten über Gestänge betätigt. Bei einem Verbrauch von 7 Liter auf 100 km soll eine Reichweite von 300 km möglich gewesen sein. Von der Universal A 1000 sollen 200 Exemplare gebaut worden sein.